# Kissamos

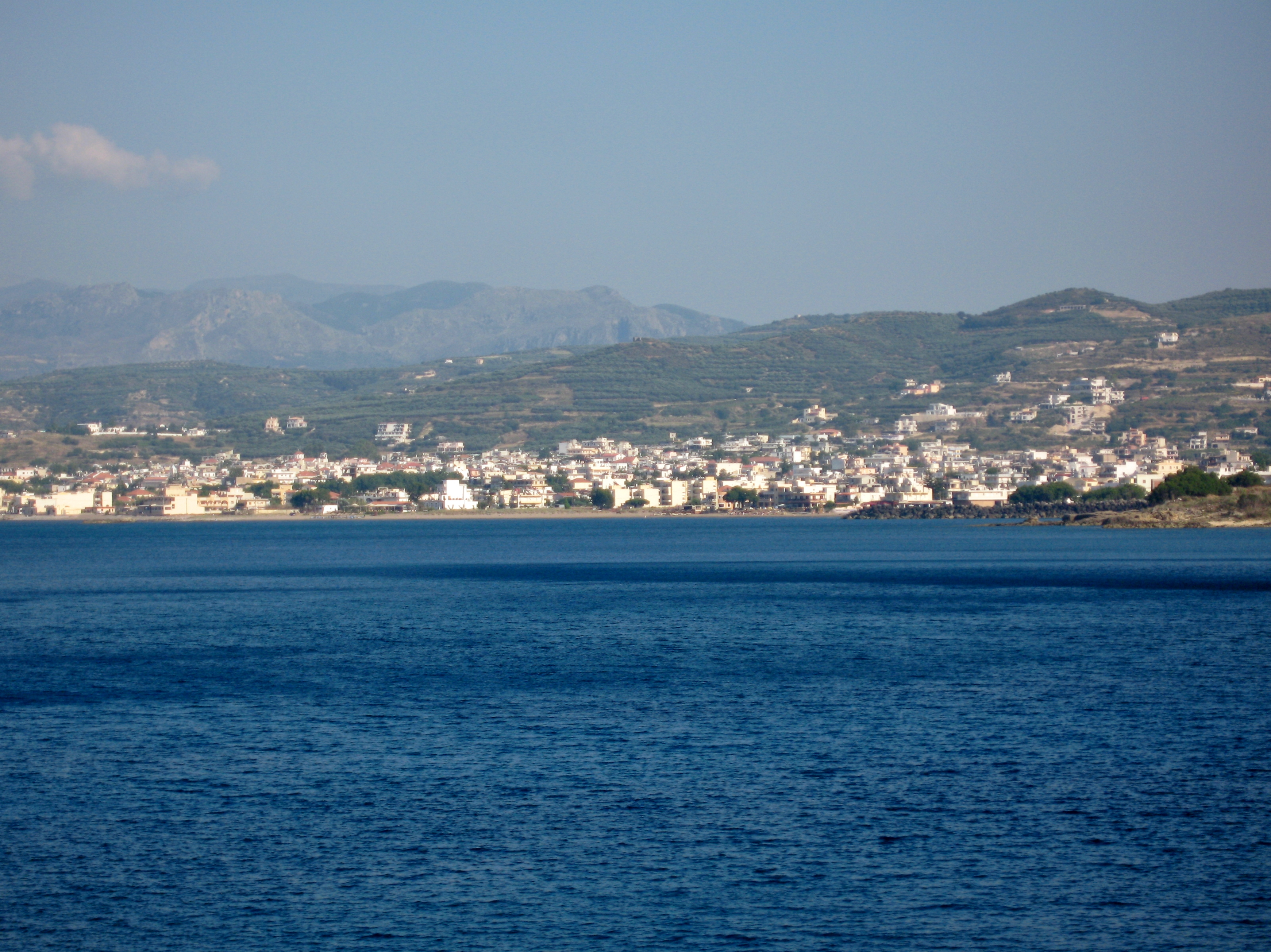
Kissamos sett från vattnet.

Kissamos är en hamnstad på ön Kreta i Grekland. Befolkningen uppgick till 7463 personer 2001. 